# Перлове намисто (секс)

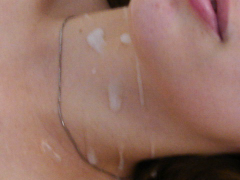
Приклад «перлового намиста»

Перло́ве нами́сто (англ. Pearl necklace) — термін, що стосується статевого акту, у якому відбувається сім'явиверження на або біля шиї, грудну клітку або груди іншої людини. Це можна зробити під час проникнення між грудьми або орального сексу. Результат виглядає як намисто з перлів.
Це один із способів, який повії використовують як безпечну альтернативу сексу для клієнтів, які відмовляються використовувати презерватив.